# Lisa en colère
Lisa en colère est un épisode de la série télévisée d'animation Les Simpson. Il s'agit du deuxième épisode de la trente-quatrième saison et du 730e de la série.

## Synopsis
Marge décide de rejoindre un groupe de vélos d'appartement, elle s'éprend peu à peu de son instructeur Jesse, ce qui met Homer en colère. Pendant ce temps, Lisa est convoquée pour faire partie d'un jury et découvre à quel point le processus du tribunal est erroné.

## Réception
Lors de sa première diffusion, l'épisode a attiré 1,46 million de téléspectateurs.